# Buriakowa Bałka
Buriakowa Bałka (ukr. Бурякова Балка) – wieś na Ukrainie, w obwodzie donieckim, w rejonie mariupolskim, w hromadzie Manhusz. W 2001 liczyła 204 mieszkańców, głównie rosyjskojęzycznych.